# Osli
Osli ist eine ungarische Gemeinde im Kreis Kapuvár im Komitat Győr-Moson-Sopron.

## Geografische Lage
Osli liegt 42 Kilometer westlich des Komitatssitzes Győr und 7 Kilometer nordöstlich der Kreisstadt Kapuvár am Rand des südlichen Hanság. Nachbargemeinden sind Veszkény und Szárföld.

## Geschichte
Im Jahr 1913 gab es in der damaligen Kleingemeinde 229 Häuser und 1229 Einwohner auf einer Fläche von 2131 Katastraljochen. Sie gehörte zu dieser Zeit zum Bezirk Kapuvár im Komitat Sopron.

## Sehenswürdigkeiten
- Kruzifix (Borsody-kereszt), erschaffen 1912 von Márton Kelemen
- Naturlehrpfad (Hany Istók Tanösvény)
- 1956-er Denkmal (1956-os emlékmű)
- Römisch-katholische Kirche Nagyboldogasszony
  - Kreuzwegstationen
  - Statuen bei der Kirche: Hétfájdalmú Szűz Mária, Jézus Szíve, Szent István, Szent László
- Römisch-katholische Kapelle Szent Vendel, erbaut 1860 (südlich der Gemeinde)
- Statue der Marienkrönung (Szűz Mária megkoronázása), erschaffen 1923 von Béla Mechle

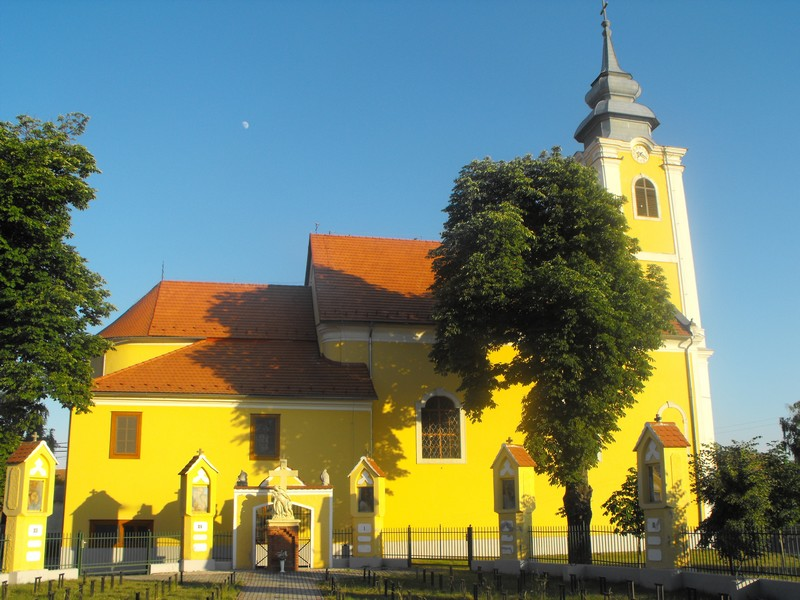
Römisch-katholische Kirche Nagyboldogasszony
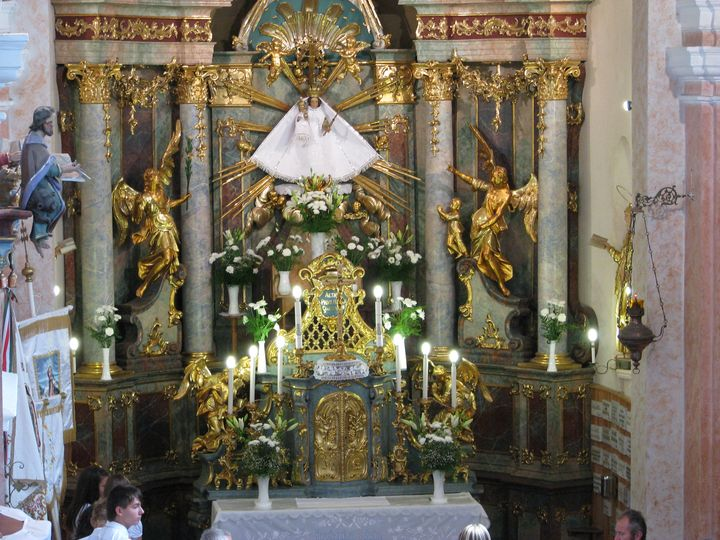
Marienaltar in der römisch-katholischen Kirche
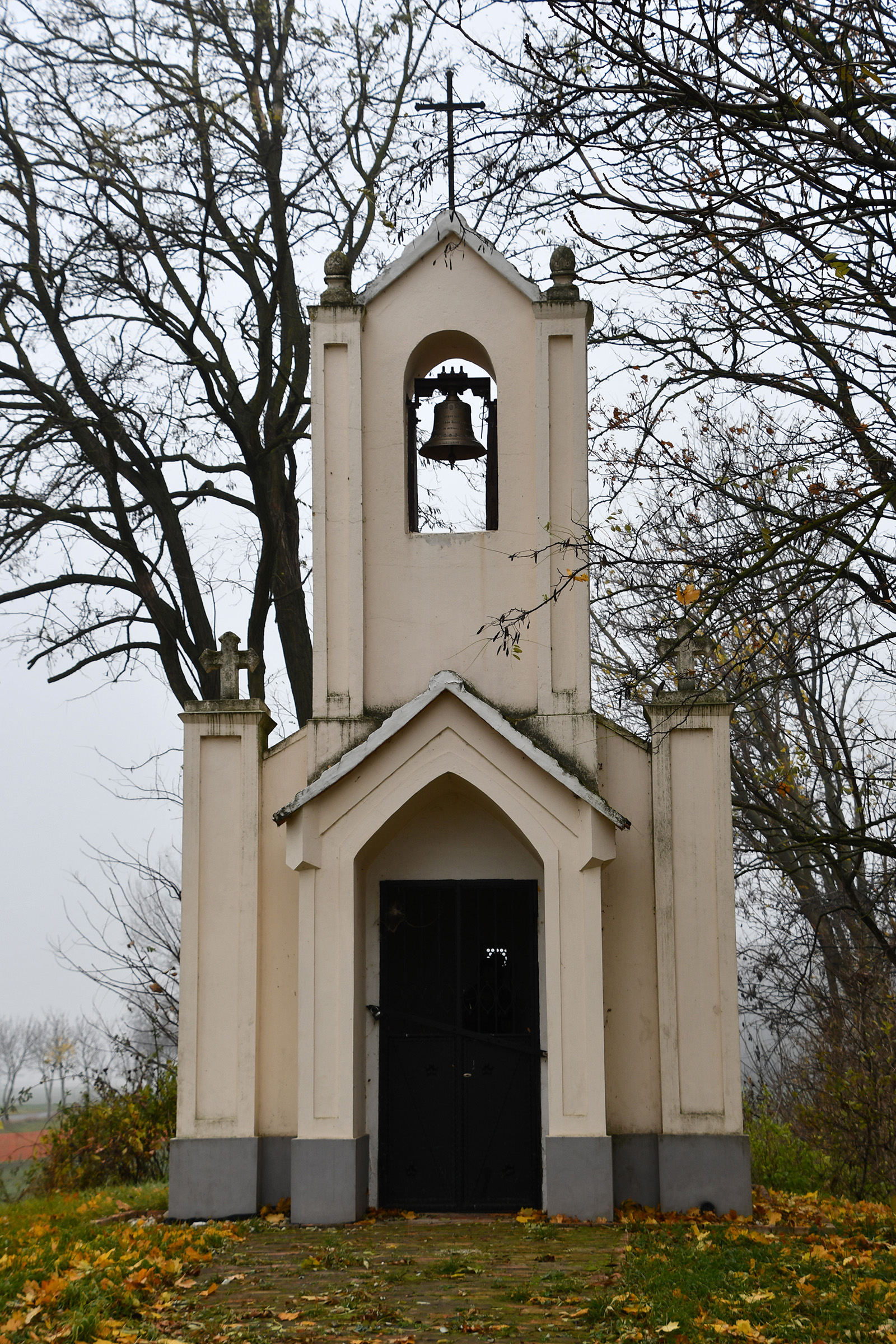
Römisch-katholische Kapelle Szent Vendel
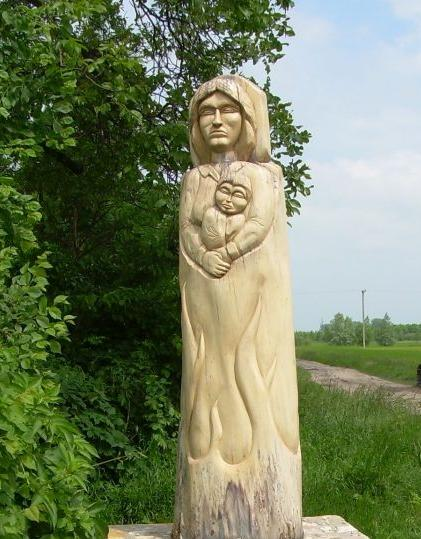
1956-er Denkmal

## Verkehr
Durch Osli verläuft die Landstraße Nr. 8514. Es bestehen Busverbindungen nach Tőzeggyármajor und Kapuvár, wo sich der nächstgelegene Bahnhof befindet. Bis 1978 gab eine Kleinbahn, die von Kapuvár nach Osli und weiter bis nach Tőzeggyármajor fuhr.